# Deh Mūrd
Deh Mūrd är en ort i Iran.   Den ligger i provinsen Khuzestan, i den centrala delen av landet, 400 km söder om huvudstaden Teheran. Deh Mūrd ligger 1 384 meter över havet och antalet invånare är 148.
Terrängen runt Deh Mūrd är bergig åt nordost, men åt sydväst är den kuperad.Runt Deh Mūrd är det ganska tätbefolkat, med 56 invånare per kvadratkilometer. Närmaste större samhälle är Paschāt, 9,6 km norr om Deh Mūrd. Omgivningarna runt Deh Mūrd är i huvudsak ett öppet busklandskap.